# Панков, Николай Александрович (дипломат)
Никола́й Алекса́ндрович Панко́в (22 марта 1928 — 28 декабря 2005) — советский дипломат. Чрезвычайный и полномочный посланник 1 класса.

## Биография
Окончил Московский государственный институт международных отношений (МГИМО) МИД СССР (1952). Кандидат исторических наук. На дипломатической работе с 1952 года.
- С 1958 года — ответственный секретарь Комитета молодёжных организаций СССР.
- В 1973—1981 годах — заместитель председателя Советского комитета за европейскую безопасность и сотрудничество.
- С 10 июля 1981 по 28 октября 1986 года — чрезвычайный и полномочный посол СССР на Маврикии[1].
- В 1986—1992 годах — первый заместитель председателя Президиума Общества «Родина».
- В 1992—2005 годах — председатель Исполкома Ассоциации по связям с соотечественниками за рубежом «Родина».

Награждён 4 орденами и 16 медалями.
Похоронен на Калитниковском кладбище в Москве.